# Ingrid Seynhaeve
Ingrid Seynhaeve (28 de junio de 1973) es una modelo belga. En 1991, ganó el concurso Elite Look of the Year. Desde entonces, ha aparecido en anuncios de Guess, Ralph Lauren, y Saks Fifth Avenue, en catálogos para Victoria's Secret, y en las portadas de Elle, Amica, y Shape.  Seynhaeve ha desfilado para Michael Kors, Carolina Herrera, Nicole Miller, Elie Saab, Victoria's Secret, Bella Freud, y Bill Blass. Es considerada una top model.